# Euxoa mauretanica
Euxoa mauretanica là một loài bướm đêm trong họ Noctuidae.